# Sebastián Velásquez
Sebastián Velásquez, né le 11 février 1991 à Medellín en Colombie, est un joueur de soccer américain. Il évolue actuellement au poste de milieu de terrain à l'Eleven d'Indy en USL Championship.

## Biographie
Originaire de Medellín en Colombie, Velásquez rejoint la Caroline du Sud aux États-Unis avec sa famille durant son enfance.
Il est repêché en 36e choix par le Real Salt Lake lors de la MLS SuperDraft 2012. Après trois saisons dans l'Utah, il est échangé contre une allocation monétaire au New York City FC pour sa saison inaugurale.
Le 24 février 2023, il retourne aux États-Unis et s'engage pour un contrat de plusieurs années en faveur du Memphis 901 FC, en USL Championship. Après seulement deux apparitions avec Memphis, il est transféré le 9 juin suivant à l'Eleven d'Indy.

## Palmarès
Real Monarchs
- Champion de USL (saison régulière) en 2017